# Clara Rybak-Andersen
Clara Rybak-Andersen (18 de diciembre de 2003) es una deportista danesa que compite en natación, especialista en el estilo braza. Ganó dos medallas en el Campeonato Europeo de Natación de 2024, plata en 200 m braza y bronce en 4 × 100 m estilos.

## Palmarés internacional
| Campeonato Europeo | Campeonato Europeo | Campeonato Europeo | Campeonato Europeo |
| Año                | Lugar              | Medalla            | Prueba             |
| ------------------ | ------------------ | ------------------ | ------------------ |
| 2024               | Belgrado (Serbia)  | Medalla de plata   | 200 m braza        |
| 2024               | Belgrado (Serbia)  | Medalla de bronce  | 4 × 100 m estilos  |